# دارين بينت
دارين أشلي بينت (بالإنجليزية: Darren Bent)‏ (مواليد 6 فبراير 1984 في توتينغ - إنجلترا) لاعب كرة قدم إنجليزي يلعب حاليا لصالح نادي الدرجة الممتازة أستون فيلا الإنجليزي منذ 2011 في مركز المهاجم .

## مسيرته الكروية
لعب دارين بينت خلال مسيرته الاحترافية مع 9 أندية في واحد وعشرون موسمًا وسجل خلالها 180 هدف ضمن 486 مباراة. ولم يفز بأي موسم بالكأس أو بالدوري.
خاض دارين بينت مسيرته مع نادي إيبسويتش تاون في موسم 2001–02 ليلعب معه أربعة مواسم، مشاركًا في 122 مباراة سجل خلالها 49 هدفًا. ثم انتقل إلى نادي تشارلتون أثلتيك في موسم 2005–06 ولمدة موسمين، حيث شارك في 68 مباراة سجل خلالها 31 هدفًا. لينتقل بعدها إلى نادي توتنهام هوتسبير في موسم 2007–08 ولمدة موسمين، مشاركًا في 60 مباراة سجل خلالها 18 هدفًا. ثم انتقل إلى نادي سندرلاند في موسم 2009–10 ولمدة موسمين، مشاركًا في 58 مباراة سجل خلالها 32 هدفًا. هذا وانتقل لاحقًا إلى نادي أستون فيلا في موسم 2010–11 ليلعب معه أربعة مواسم، مشاركًا في 61 مباراة سجل خلالها 21 هدفًا. ثم انتقل بعدها إلى نادي فولهام في موسم 2013–14 لمدة موسم واحد، مشاركًا في 24 مباراة سجل خلالها 3 أهداف. ليعود وينتقل من جديد، لكن هذه المرة إلى نادي ديربي كاونتي في موسم 2014–15 ليلعب معه أربعة مواسم، مشاركًا في 73 مباراة سجل خلالها 22 هدفًا. لينتقل بعدها إلى نادي بيرتن ألبيون في موسم 2017–18 لمدة موسم واحد، مشاركًا في 15 مباراة سجل خلالها هدفين.

## روابط خارجية
- دارين بينت على موقع الاتحاد الأوربي (الإنجليزية)
- دارين بينت على موقع قاعدة بيانات كرة القدم.إي يو (الإنجليزية)
- دارين بينت على موقع ناشيونال فوتبول تيمز (الإنجليزية)
- دارين بينت على موقع Soccerbase.com (لاعب) (الإنجليزية)
- دارين بينت على موقع Soccerway.com (الإنجليزية)
- دارين بينت على موقع عالم كرة القدم.نت (الإنجليزية)
- دارين بينت على موقع كووورة